# 卡特林山
47°41′22″N 13°34′45″E / 47.68944°N 13.57917°E

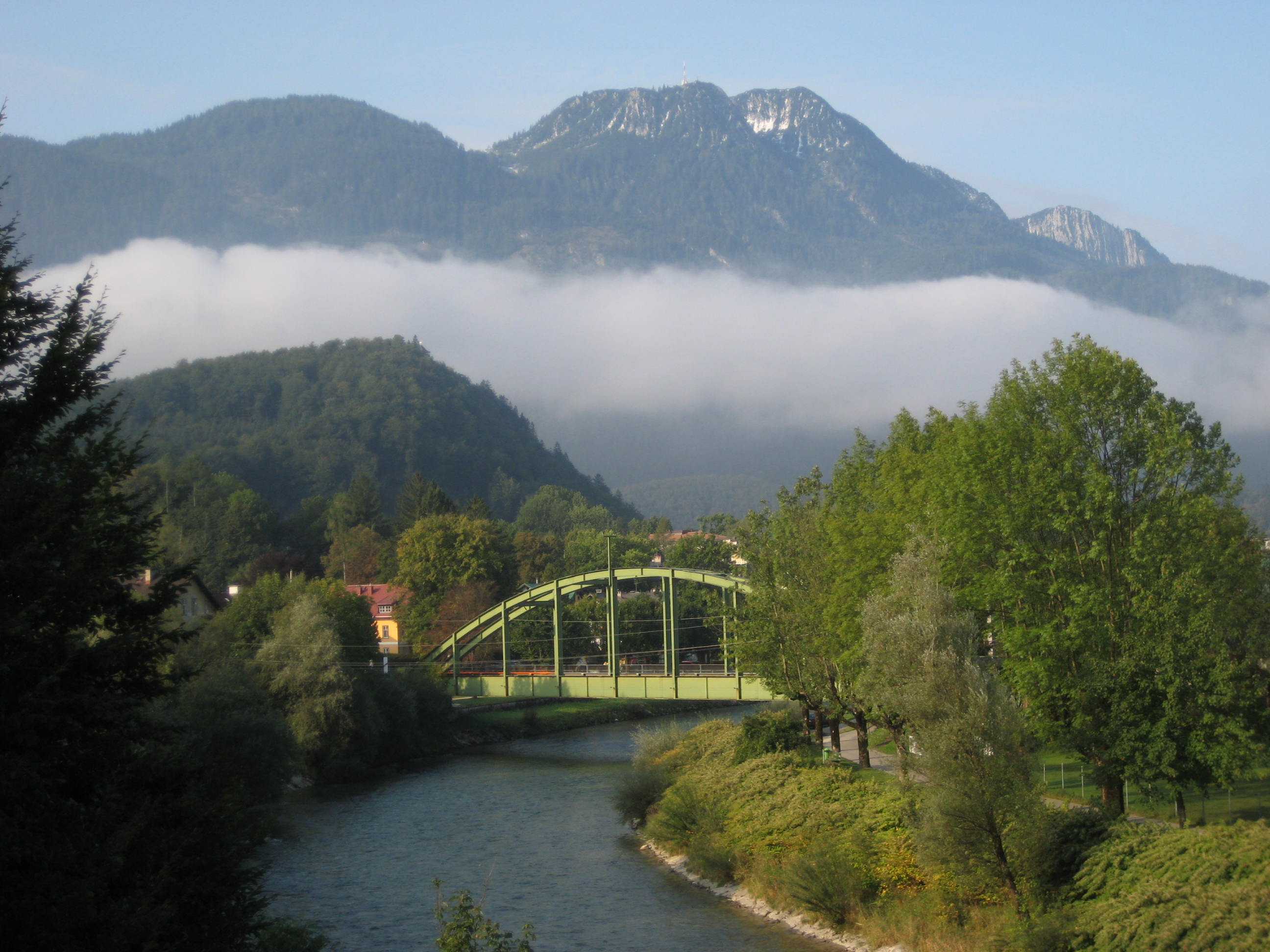

卡特林山（德語：Katrin），是奧地利的山峰，位於該國北部，由上奧地利州負責管轄，屬於薩爾茲卡默古特山脈的一部分，海拔高度1,542米，山體在三疊紀時期形成。